# Ловер (Тренто)
Ловер је насеље у Италији у округу Тренто, региону Трентино-Јужни Тирол.
Према процени из 2011. у насељу је живело 246 становника. Насеље се налази на надморској висини од 584 м.